# Blepephaeus strandi
Blepephaeus strandi är en skalbaggsart som beskrevs av Stefan von Breuning 1936. Blepephaeus strandi ingår i släktet Blepephaeus och familjen långhorningar.
Artens utbredningsområde är Filippinerna. Inga underarter finns listade.